# 激桶處
激桶处，位于紫禁城西南角、武英殿建筑群以南，是清朝成立的皇宫内专职消防机构。

## 简介
激桶，又名“机桶”，早在宋朝便有，当时称为“唧筒”，见曾公亮、丁度等人奉敕修撰的《武经总要·卷十二 守城》，并且附有唧筒构造图。当时的唧筒采用竹子制做，在大竹筒内装有小竹筒，小竹筒端头设有活塞，顶端用更细的竹筒当作进水口暨喷水口。活塞位于进水口时，向后抽拉小竹筒，水被抽入大竹筒内，再推动小竹筒，让已经处在大竹筒后端的活塞挤压筒内之水，令水从喷水口喷出，用以灭火。
后来，唧筒获得改进，附加支架、横梁等等构件，成为简单的机械装置，性能有提高，喷出水量增加。灭火时，唧筒的水射出，恰似白色的水龙，所以此种灭火器具又称“水龙”，因仍以人力为动力，故又称“人力龙”。
清朝，在紫禁城的乾清门、东华门、西华门等处，均设有激桶。明朝、清朝，紫禁城频繁发生火灾，故十分重视激桶的管理，对激桶放置的位置及数量均有严格规定。例如清朝《钦定总督内务府现行则例》记载，“紫禁城整饬火烛，乾清宫等处激桶七十架，东华门内东北筒闲房内四架，西华门内筒子河朱旗房三间内四架。”康熙年间，因太和殿失火，康熙帝颁旨设立“火班”，作为消防队。据《朝鲜王朝实录》记载，雍正元年（1723年），清朝向朝鲜赠送激桶，这说明当时清朝皇宫的消防装备较为充裕。
清朝光绪十五年十一月一日（1889年11月23日），清廷在武英殿前设立激桶处，以苏拉200名为激桶兵，激桶处掌管激桶并司灭火之职。武英殿在清朝是宫廷修书场所，在这里建消防队确有必要。激桶处位于武英门外三座桥以南，与三座桥隔路相望。激桶处的建筑为一座东西走向的廊房。
光绪三十一年九月（1905年），将京师工巡总局改为京师内外城巡警总厅，下设有消防处。此后，紫禁城外围的皇家消防队统一划归京师内外城巡警总厅，但皇宫内仍保留一支约百余人的消防队。宣统二年九月二十一日，自日本东京唧筒机械制造所购入四辆蒸气唧筒车。中华民国成立后，逊清皇室还保留有数十位消防员。1923年建福宫火灾后，溥仪出资奖赏救火有功人员，其中赏给京师警察厅保安队、消防一队、消防二队（140人）27000元，赏给“公府消防队”（50人）3000元。其中的“公府消防队”，便是逊清皇室的消防队。1924年，冯玉祥将溥仪逐出紫禁城，直到中华人民共和国成立初期，紫禁城的消防装备还是陈旧的激桶，另有一辆1935年生产的进口泵浦消防车，辐条为木制，十分笨重。